# 박행용
박행용(朴幸勇, 1951년 ~)은 제28대 광주지방법원장을 역임한 법조인이다.

## 생애
1951년 전라남도 목포시에서 태어난 박행용은 서울대학교 법학과를 졸업하고 1973년 제15회 사법시험에 합격하여 1978년 광주지방법원 판사에 임용되었다. 1986년에 광주고등법원으로 전보된 이래 같은 법원에서 1997년 부장판사, 2003년 수석부장판사로 재직하였으며 2005년에 법원장으로 승진하여 광주지방법원에서 법원장으로 재직하다 2006년에 퇴임하였다. 퇴임한 이후 변호사 사무소를 개업하여 활동하다 2011년 4월에 광주지방법원 조정센터 센터장에 임명되었다.
광주고등법원에서 재판장으로 재직하던 2004년 6월에 법정관리 중이던 한국시멘트 관련자에 대해 집행유예나 벌금형이 선고된 것을 두고 검찰 관계자는 "공무원 수뢰의 경우 대부분 실형이 선고되는 상황에서 공무원에 준할 뿐만 아니라 누구보다도 엄격한 도덕률이 요구되는 법정관리인이 7천만원의 거액의 금품을 수수했음에도 불구하고 단순 벌금형이 선고된 것은 국민의 법 감정에 위배된다"고 말했다.
광주지방법원에서 법원장으로 재직하던 2006년 국정감사에서 "법원 직원들이 일을 열심히 하고 있지만 누가 얼마나 했는지 알기 어려워 수당을 일괄 지급했다"고 발언한 것에 대해 위증 논란이 있었다.
변호사 개업한 이후 대주그룹 회장인 허재호의 1심 재판을 앞두고 변호사 수임을 했던 박행용은 자신이 광주지방법원에서 법원장으로 있을 때 장병우가 부장판사로 재직하여 향판 논란이 있었다.
도가니 사건의 배경이 되었던 인화학교의 행정실장이었던 김강준의 변호사로 선임된 박행용에 대해 "법원장에서 퇴임한 2006년 2월8일 이후 1년 동안 광주지역에서 최소 43건의 사건을 수임했다"는 이유로 참여연대가 2008년에 전관예우 변호사라고 발표했다.

## 주요 판결
- 광주지방법원 제1형사부 재판장으로 재직하던 1995년 11월 3일에 대한민국 제1회 지방 선거에서 의정 보고서에 중학교 졸업이면서 고등학교 졸업인 것처럼 학력을 허위로 기재해 배포함 혐의 등으로 기소된 광주광역시 동구의회 의원인 정영옥에게 벌금 200만원을 선고했다.[5] 11월 10일에 후보 공천과 관련하여 금품을 주고받아 정치자금법위반 등으로 기소된 새정치 국민회의 김인곤 의원과 김봉렬 영광군수에게 각각 벌금 500만원, 추징금 6천만원과 300만원을 선고했다.[6]
- 광주고등법원 특별부 재판장으로 재직하던 2004년 6월 2일에 "피고인들이 잘못을 깊이 뉘우치고 있고 별다른 전과가 없으며 법정관리를 종결시킴과 동시에 연평균 168억원의 영업이익을 얻도록 한 점 등을 고려했다"고 하면서 업무상 배임 및 배임수재 등의 혐의로 구속된 한국시멘트 전 사장 이모씨에 대해 징역 3년 집행유예 5년, 7000만원의 뇌물을 받은 혐의로 기소된 전 한국시멘트 법정관리인 정모 변호사에 대해 벌금 2000만원, 이 전 사장에게 뇌물을 건네고 자금조성 편의를 제공한 S건설 사장 이모씨와 회사자금을 횡령한 전 영업팀장 양모씨에 대해 징역 1년 6월에 집행유예 3년을 각각 선고했다.[7]
- 광주고등법원 제2형사부 재판장으로 재직하던 2004년 7월 14일에 물수수 혐의 등으로 기소된 전 목포경찰서 폭력반장 김모씨에게 원심을 파기하고 선고유예와 함께 추징금 300만원을 선고했다.[8]